# Maryan Nuh Muse
Maryan Nuh Muse (nascida em 1 de janeiro de 1997) é uma corredora de velocidade somali. Ela competiu nos Jogos Olímpicos de Verão de 2016 na corrida de 400 metros feminino, obtendo o tempo de 1.10:14 nas eliminatórias. Antes disto, Nuh Muse competiu nos Jogos Olímpicos da Juventude de 2014 e o seu treinamento foi realizado no Estádio Mogadíscio.